# Inés Remersaro
Inés Remersaro Coronel (Montevidéu, 2 de dezembro de 1992) é uma nadadora uruguaia.

## Carreira

### Rio 2016
Remersaro competiu nos 100 m livre feminino nos Jogos Olímpicos de Verão de 2016, sendo eliminada nas eliminatórias.